# Mohammad Baqer Qalibaf
Mohammad Baqer Qalibaf (en persa, محمدباقر قالیباف) (n. Torqabé, 23 de agosto de 1961) es un político iraní, alcalde de Teherán entre 2005 y 2017 y profesor asociado de Geografía en la Universidad de Teherán. Desde el 2020 es el actual presidente de la Asamblea Consultiva Islámica.
Doctor en Geografía política, antes de ser designado como alcalde de la capital iraní en 2005 ejerció como comandante de división desde los 22 años en la guerra Irán-Irak, comandante del centro Jatam ol-Anbiá en tiempos de paz (1994-1997), comandante de la Fuerza Aérea de los Cuerpos de la Guardia Revolucionaria Islámica (1997-2000) y como comandante de los cuerpos de policía de Irán entre 2000 y 2005.
Su entrada en la arena política se inicia en el verano de 1999 con la publicación del diario Keyhán de una carta confidencial de ultimátum al entonces presidente Seyed Mohammad Jatamí por parte de varios altos mandos militares para que impusiese el orden cuanto antes ante las protestas estudiantiles que habían seguido la clausura del diario Salam. Fue candidato a la presidencia iraní en la elección de 2005.

## Biografía

### Orígenes y adolescencia
Mohammad Baqer Qalibaf nació el 23 de agosto de 1961 en la pequeña localidad jorasaní de Torqabé, en las inmediaciones de Tus y Mashhad, en el seno de una familia humilde, de un padre kurdo (tendero) y madre de habla persa.
En su adolescencia, Qalibaf estuvo implicado en la agitación de la revolución de 1979, asistiendo a numerosos encuentros políticos en mezquitas y círculos religiosos, y participando en la formación de la Asociación Islámica de Alumnos que se transformaría después en Asociación Islámica de Alumnos de Jorasán, integrada finalmente en una red nacional de asociaciones similares de bachilleres.

### Carrera militar (1979-1999)
A los dieciocho años, Qalibaf se alistó voluntario para combatir en el frente en la defensa frente a la reciente invasión iraquí que dio lugar a la guerra Irán-Irak. Muy pronto asumió responsabilidades de mando, dirigiendo la brigada Emam Rezá en 1982 y, al año siguiente, con 22 años, la 5.ª división Nasr-e Jorasán. En ese año, Qalibaf contrajo matrimonio en ceremonia oficiado por el propio ayatolá Jomeini.
Finalizada la guerra (donde perdió a un hermano de nombre Hasán en la Operación Karbala 4), Qalibaf permaneció durante un tiempo ocupado en la securización de las regiones afectadas al mando de la 25.ª división Karbalá, primera en llegar a pie para las labores de socorro a la zona asolada por el terremoto de Rudbar y Manyil de junio de 1990.
En 1994, fue asignado a la comandancia del Centro de Construcción Jatam-ol-Anbiá, perteneciente a los Cuerpos de la Guardia Revolucionaria Islámica, en el que dirigió diversos proyectos de ingeniería civil, participando en la construcción de la vía férrea de Mashhad a Sarajs, la red de gas natural en cinco provincias del centro y oeste de Irán, la construcción de distintas estructuras en el golfo Pérsico y la presa de Sarjé. Al mismo tiempo, Qalibaf cursaba estudios de Geografía política en la Universidad de Teherán hasta el nivel de maestría.
En 1997, asume la comandancia de la Fuerza Aérea de la Guardia Revolucionaria por orden directa del jefe de Estado, el ayatolá Alí Jamenei, lo que lo movió a seguir distintos cursos intensivos de pilotaje en Irán y en Francia, obteniendo un permiso de pilotaje de Airbus y comenzando desde entonces a ejercer ocasionalmente como piloto de línea en Irán. A la vez, cursaba un doctorado en la Universidad Tarbiat Modarrés. En 2001 defendió su tesis, titulada «Estudio analítico del proceso de formación de las instituciones locales de Irán en el período contemporáneo, y propuesta de modelo adecuado»
En el verano de 1999, el cierre del diario reformista Salam por las autoridades judiciales suscitó protestas universitarias inauditas desde la Revolución de 1979. Varios días después de la represión de las mismas, el diario Keyhán, próximo al ayatolá Jameneí, publicó una carta confidencial de varios altos mandos militares –entre ellos Qalibaf–, dirigida al entonces presidente Seyed Mohammad Jatamí, amenazando con intervenir «si el gobierno no controla los disturbios». En la precampaña de la elección presidencial de 2013, en la que Qalibaf concurría como candidato, se difundió una cinta en que se jactaba ante un círculo de basiyíes de su papel en la represión de las protestas, desde su capacidad directiva hasta su implicación en el terreno.

### Jefatura de los cuerpos de seguridad (1999-2005)
Transcurrido un año de las protestas universitarias de 1999, el comandante de los cuerpos policiales de Irán dimitió y lo reemplazó Qalibaf por orden, nuevamente, del ayatolá Jamenei. Qalibaf fijó entre sus prioridades restablecer la confianza de la población en la policía, lanzando para ello un servicio centralizado de atención telefónica a través del número 110 entre distintas medidas de imagen, como spots televisivos con dibujos animados, el uso de la denominación Polís en lugar de la oficial niru-ye entezamí y la renovación del parque automovilístico del cuerpo con vehículos Mercedes Benz y Toyota. Según algunos observadores, la campaña de imagen logró sus objetivos, en cuanto que pese a los acontecimientos de 1999, cuando en el otoño de 2002 se produjeron protestas por la condena a muerte del catedrático Hashem Aghayarí, la policía llegó a recibir vítores de aprobación de entre los manifestantes. Ghalibaf fue también responsable de una campaña de citaciones e interrogatorios al margen de los procedimientos judiciales legales a periodistas, artistas e intelectuales, incluidos el pintor Aydín Aghdashlú, el crítico de cine Hushang Golmakaní, los periodistas Naser Zarafshán y Nushabé Amirí, el cineasta Bahram Beyzaí, el fotógrafo Kavé Golestán, la galerista Masumé Seyhún, el escritor Hushang Asadí, etc. En 2004, el presidente Jatamí designó a Qalibaf como presidente del Centro de Combate contra el Contrabando de Mercancías y Divisas.
El 5 de abril de 2005, Qalibaf dimitió de todas sus funciones militares y policiales al anunciar su candidatura en la elección presidencial de junio de ese año. Varias facciones conservadoras sopesaron apoyar su candidatura, pero finalmente fue la de Mahmud Ahmadineyad la que recabó más apoyos, y Mohammad Baqer Qalibaf quedó en cuarta posición en la primera vuelta, por delante de Alí Lariyaní y por detrás de Mehdí Karrubí.

### Alcaldía de Teherán
En septiembre, Qalibaf fue designado como alcalde de Teherán por el consejo municipal de la ciudad en una votación ajustada, aunque su reelecciónen 2007 fue más holgada gracias a su popularidad. Los objetivos declarados de Qalibaf como alcalde han sido «crear confianza entre la gente, transformar la fe en estrategia de gestión de la sociedad, transformar la alcaldía en institución social y no de servicios y reducir la distancia entre el norte y el sur de la ciudad». En esta perspectiva se enmarcan proyectos de ingeniería como la construcción de un segundo piso en la autovía urbana Sadr, el túnel Sadr-Niayesh, el túnel de Touhid, el puente de Yavadié, el parque Bustán-e bozorg-e Velayat, el parque Nahch-ol-Belaghé en el torrente de Farahzad, la creación de carriles exclusivos para el transporte público, la aceleración del desarrollo del metro de Teherán, la creación de 380 consejos de barrio, etc. En 2008, Qalibaf fue incluido en la lista de clasificación del premio Alcalde del Mundo, alcanzando el octavo puesto.

### Elección presidencial de junio de 2013
El 22 de abril de 2013, la radiotelevisión estatal iraní IRIB publicó que de acuerdo con una encuesta de opinión propia, Qalibaf era el tercer candidato preferido para la presidencia de Irán (pese a no haber presentado su candidatura), después de Akbar Hashemí Rafsanyaní (que no era candidato por haber sido eliminado por la ley electoral) y el expresidente Mohammad Jatamí (tampoco fue candidato). Qalibaf registró su candidatura el 11 de mayo, último día del plazo para hacerlo.

## Tomas de posición
En la asamblea de 2008 en Davos (Suiza) del Foro Económico Mundial, Qalibaf afirmó que Irán no necesita armamento nuclear ni no convencional para su defensa, añadiendo que «según nuestra creencia islámica, este tipo de cosas está prohibido».
En octubre de 2008, siendo alcalde, secundó la propuesta del entonces candidato a la presidencia de Estados Unidos Barack Obama de entablar negociaciones directas entre Teherán y Washington.
En febrero de 2011, Qalibaf condenó la convocatoria de manifestaciones de apoyo a la revolución egipcia y la Primavera Árabe por Mir Hosein Musaví y Mehdí Karrubí, calificando el «suceso del 25 de bahmán» (14 de febrero de ese año) de «acto satánico» (harekat-e sheytaní), acusando a Musaví de «antirrevolucionario» y de «darle una alegría al enemigo» y a los «jefes de la sedición» (sarán-e fetné) de «no tener ni madurez política ni fe ni entendimiento». Mehdí Karrubí calificó las declaraciones de Qalibaf de estar hechas «siguiendo órdenes». En diciembre de 2012, Qalibaf volvió a referirse a Musaví y Karrubí como «jefes de la sedición» para oponerse a su eventual participación en la elección presidencial de junio de 2013 en caso de pedir perdón, tildándolos de «delincuentes» (mochrem) y de representar «una pequeña minoría, antes y ahora, siempre rechazados por la nación iraní y por las corrientes políticas dentro del sistema político».
En abril de 2013, Qalibaf opinó sobre la necesidad de distinguir táctica de estrategia en el desarrollo del programa nuclear iraní y de adoptar una actitud más diplomática que la del presidente Mahmud Ahmadineyad, cuestionando la conveniencia de plantear el asunto del Holocausto (como en la Conferencia Internacional de Análisis del Holocausto organizada por el gobierno iraní en diciembre de 2006) y subrayando la necesidad de evitar acusaciones de antisemitismo, dentro de una línea antisionista y de apoyo a los palestinos.